# وزارة المالية (سورينام)
وزارة المالية في سورينام (بالإنجليزيَّة:The Ministry of Finance of Suriname) هي وزارة ضمن حكومة سورينام مكلفة بالتنفيذ المالي والضريبي وتوجيه السياسات المالية العامة في البلاد.
الوزير الحالي هو ألبيرت رامدين، وذلك منذ 2022.
تم تحديد مهمات الوزارة من قبل جمعية سورينام الوطنيَّة في عام 1991 ثم تم إجراء بعض التعديلات عليها. بعض مجالات المسؤولية هي السياسة المالية والنقدية، والتأمين، والسندات الحكومية، وأذون الخزانة، والإدارة والإشراف على أموال الدولة، واليانصيب الوطني، والخدمات البريدية، ورسوم الاستيراد، ورسوم الإنتاج وخدمة المحاسبة الوطنية المركزية.